# Ji Yue
Ji Yue war eine Automobilmarke von Jidu Auto, einem Joint Venture der chinesischen Technologiekonzerne Geely und Baidu.

## Entwicklungsgeschichte
Das erste Modell der Marke ist das vollelektrisch angetriebene SUV Ji Yue 01. Es wurde am 14. August 2023 als Serienfahrzeug des im Juni 2022 präsentierten Konzeptes Robo-01 vorgestellt und wurde ab dem 19. September 2023 in einem gemeinsamen Werk mit den Modellen 001 und 009 von Zeekr in Ningbo gebaut.
Das zweite Fahrzeug von Ji Yue ist die Limousine 07 auf Basis des Konzeptfahrzeugs Robo-02. Sie kam im September 2024 auf den Markt. Das Karosseriedesign wurde Ende April 2024 auf der Beijing Auto Show gezeigt. Die Produktion startete im August 2024.
Mit dem Robo X präsentierte Jidu Auto im November 2024 auf der Guangzhou Auto Show einen Sportwagen, der aus dem Stand in unter zwei Sekunden auf 100 km/h beschleunigen soll.

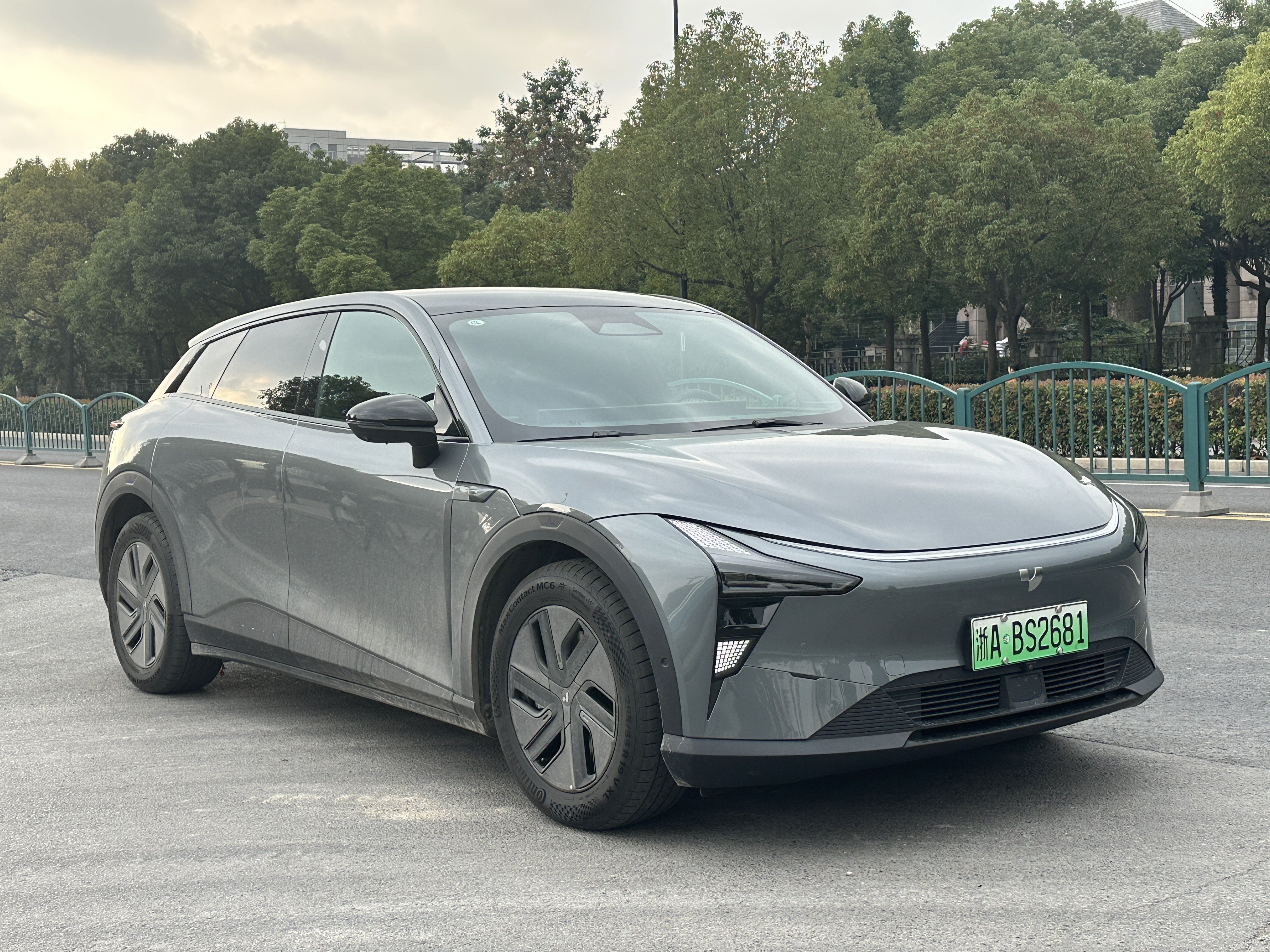
Ji Yue 01
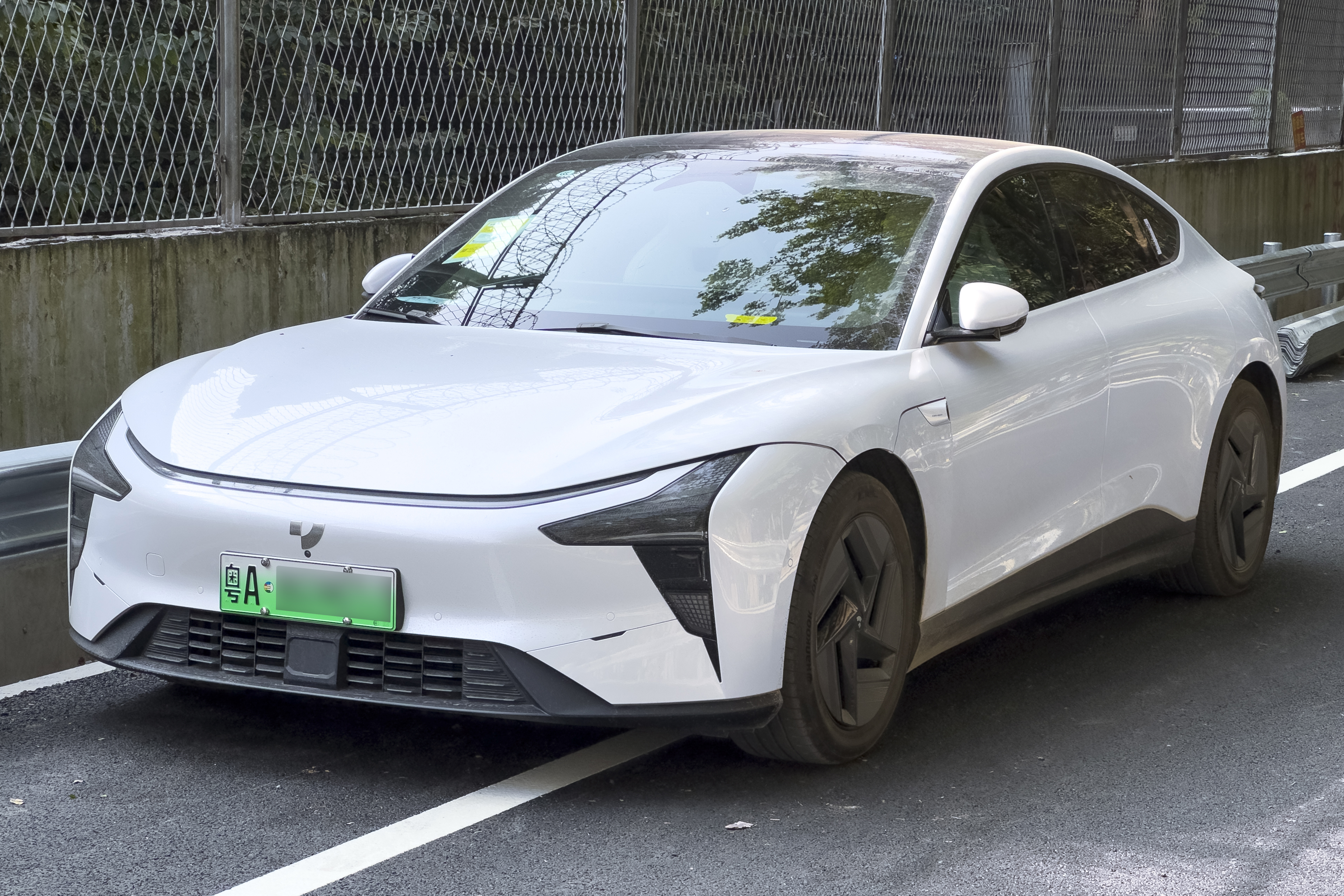
Ji Yue 07
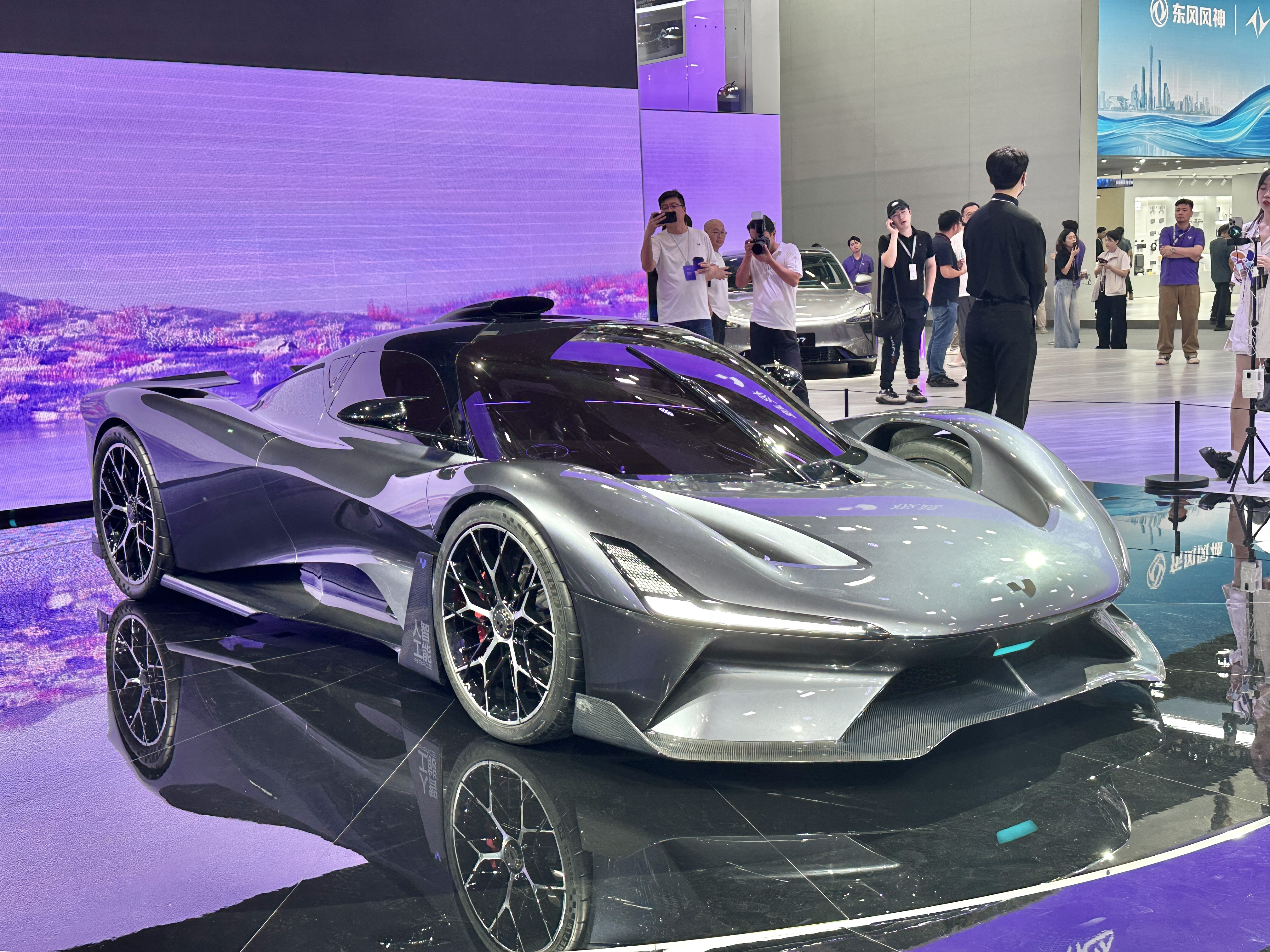
Jiyue Robo X

## Unternehmen
Das Unternehmen Jidu Auto wurde 2023 gegründet. Der Autobauer Geely hält daran 65 Prozent, der Elektronikkonzern Baidu die restlichen 35 Prozent. Geely steuert seine Sustainable Experience Architecture (SEA) sowie seine Fertigungskompetenz bei, Baidu bringt Technologien aus den Bereichen Connectivity, Künstliche Intelligenz (KI) und autonomes Fahren ein. Im Dezember 2024 wurde das Unternehmen aufgelöst. Insgesamt konnten rund 14.000 Fahrzeuge verkauft werden.